# Punta Marsopa
La punta Marsopa (en inglés: Porpoise Point) es un cabo ubicado en el extremo sudeste de la isla Soledad en las Islas Malvinas entre la punta del Toro y la punta Tussac, conformando la entrada sudoeste a la bahía de los Abrigos en Lafonia. Posee un faro y está enfrentada a la punta Deriva (que marca la otra entrada a la bahía).
El extremo austral de este accidente geográfico es uno de los puntos que determinan las líneas de base de la República Argentina, a partir de las cuales se miden los espacios marítimos que rodean al archipiélago.

## Fauna
Un sector de 1500 hectáreas ha sido identificado por BirdLife International como un Área Importante para las Aves (IBA) incluyendo a las puntas cercanas. El terreno es generalmente bajo y con un variado hábitat de brezales marítimos en las zonas altas y las playas de arena y rocas en la costa. Los sistemas dunares cubren gran parte del extremo sur. El área conforma el hábitat de aves zancudas y aves acuáticas. Además, en el área se han registrado varias variedades de plantas y hábitats de mamíferos marinos.